# ARCADIS
ARCADIS is een Nederlandse advies- en ingenieursonderneming. Tot 1997 stond de organisatie bekend als Nederlandsche Heidemaatschappij, Heidemaatschappij of Heidemij.  Het internationale hoofdkantoor is gevestigd in Amsterdam en de Nederlandse hoofdzetel in Arnhem. Het bedrijf is wereldwijd actief op het gebied van infrastructuur, gebouwde omgeving, water en milieu. 

## Geschiedenis

### Nederlandsche Heidemaatschappij
Op 5 januari 1888 werd de Nederlandsche Heidemaatschappij te Arnhem opgericht als een vereniging met als doelstelling het adviseren bij en het stimuleren van de ontginning van woeste gronden, het aanleggen en in stand houden van bossen en het aanleggen en onderhouden van bevloeiings- en grondverbeteringswerken. Vanaf 1897 hield zij zich ook bezig met de ontwikkeling en de verbetering van de zoetwatervisserij.
Tot ver na de Tweede Wereldoorlog waren veruit de meeste leden notabele particulieren (onder wie ook koning Willem III). Later werden ook gemeenten, waterschappen, provinciale diensten en scholen lid.
Oorspronkelijk zou de vereniging vooral (liefst gratis) advies geven, maar al snel werd de Heidemaatschappij ook uitvoerder: ze leverde plannen en begrotingen, voerde werkzaamheden uit en zorgde zelfs voor onderhoud. De opdrachtgevers hoefden alleen nog te betalen. Aanvankelijk waren alleen leden opdrachtgever, maar al spoedig werkte de vereniging ook voor niet-leden.
In het begin werkte de Nederlandsche Heidemaatschappij vooral voor particulieren (onder meer in Noord-Brabant), maar eind 19e eeuw werd ze steeds nauwer betrokken in ontginningsactiviteiten van de overheid. Zo nam ze deel in Staatsbosbeheer, en werd daarin steeds belangrijker. De eerste ontginning in Drenthe (Zeijerveld) vond plaats in 1907. Vooral na 1930 had de Heidemaatschappij veel projecten in Drenthe voor de ontginning van de heide en bebossing. 
In de crisisperiode van de jaren 30 (na de Beurskrach van 1929) speelde de Nederlandsche Heidemaatschappij een belangrijke rol in de werkverschaffing. Vanaf 1939 gebeurde dat in opdracht van de Rijksdienst voor de Werkverruiming. Een deel van de kampen die oorspronkelijk in het kader van de bestrijding van werkloosheid voor de uitvoering van werken door de Nederlandsche Heidemaatschappij waren ingericht, is tijdens de Tweede Wereldoorlog door de Duitse bezetter gebruikt voor het opsluiten en deporteren van Joodse dwangarbeiders. In 1998 hebben de KNHM en ARCADIS (zie onder) de dubieuze rol van de Heidemaatschappij tijdens de oorlogsjaren erkend, door voor elf Joodse voormalige dwangarbeiders 150.000 gulden aan smartengeld uit te keren (dat werd gedoneerd aan goede doelen).

### KNHM en Heidemij
Na de bezetting werd de Heidemij steeds meer internationaal actief wat in 1953 leidde tot de oprichting van de nv IMLO, de Internationale Maatschappij voor Landbouwkundige Ontwikkeling. In 1960 telde de vereniging een 10.000 leden en 2500 medewerkers. In 1963 verkreeg de Nederlandsche Heidemaatschappij het predicaat Koninklijk, de naam luidde vanaf toen Koninklijke Nederlandsche Heidemaatschappij (afgekort KNHM).
In 1972 kwam een organisatorische scheiding tot stand tussen het commerciële bedrijf, de nieuw opgerichte werkmaatschappij N.V. Heidemaatschappij Beheer (afgekort Heidemij Beheer of Heidemij) en de ideële vereniging KNHM. Aanvankelijk was de KNHM de enige aandeelhouder van de Heidemij. De KNHM werd in 2020 een stichting (KNHM foundation) en wijzigde in 2023 haar naam in Katalys, met als bestuursvoorzitter Ahmed Marcouch. Deze landelijke organisatie begeleidt bewoners bij de verbetering van hun buurt, wijk, dorp of stad.
In 1993 (na de fusie met Geraghty & Miller) kreeg de Heidemij een notering aan de NASDAQ. In 1995 werd het bedrijf ook genoteerd aan de Amsterdamse effectenbeurs (sinds 2000: Euronext), waar het (onder de naam ARCADIS) is opgenomen in de AMX Index. De free float is ongeveer 75% en grootaandeelhouders zijn Stichting Lovinklaan met 17,2% van de aandelen en Vereniging KNHM heeft 3,7% van de aandelen in handen per 31 december 2016.

### ARCADIS
In 1997 werd, na de overname van NS-ingenieursbureau Articon, de naam Heidemij gewijzigd in ARCADIS, wat afgeleid is van Arcadia, volgens de Griekse mythologie de prettigste plaats op aarde om te leven. Het beeldmerk van ARCADIS is de vuursalamander. Dat diertje kan namelijk alleen leven in een ecologisch stabiele omgeving.
Op 6 juli 2007 nam het bedrijf zijn Amerikaanse branchegenoot RTKL Associates Inc., met een omzet van € 144 miljoen, over. Op 25 juni 2009 kocht ARCADIS de Amerikaanse waterspecialist Malcolm Pirnie met 1700 medewerkers en een omzet van € 280 miljoen. Op 17 oktober werd daar het Britse EC Harris aan toegevoegd. Dit bedrijf telde ten tijde van de overname 2600 medewerkers en € 290 miljoen aan omzet. Op 11 april 2012 volgde de overname in Azië van het bedrijf Davis, Langdon & Seah (omzet US$ 125 miljoen). Dit bedrijf had bij de overname 2800 medewerkers.
De notering van ARCADIS aan de NASDAQ werd beëindigd op 7 juni 2007. Aandeelhouders in de Verenigde Staten kunnen blijven handelen in de aandelen via de over-the-counter-markt.
In oktober 2014 rondde ARCADIS de overname van het Britse Hyder Consulting af. Voor dit beursgenoteerde bedrijf betaalde ARCADIS zo'n € 375 miljoen in contanten. ARCADIS verwachtte toen dat deze overname vanaf eind 2016 jaarlijks circa 15 miljoen pond aan kostenbesparingen zou opleveren. Bij Hyder werken circa 4500 mensen en door de overname breidde ARCADIS haar activiteiten flink uit in het Verenigd Koninkrijk, het Midden-Oosten en Australië.
In 2019 besloot ARCADIS zich helemaal terug te trekken uit een project voor duurzaam gas in Brazilië. Alen, Arcadis Logos Energia, is een structureel verlieslijdende joint venture en ARCADIS heeft € 85 miljoen opzijgezet om van het belang af te komen. In augustus 2020 verkocht het zijn belang van 49% in Alen aan de lokale partner.

## Activiteiten
ARCADIS is een advies-, ontwerp-, projectmanagement- en ingenieursorganisatie op het gebied van infrastructuur, water, milieu en gebouwen. Verder ontwikkelt, ontwerpt, implementeert, onderhoudt en exploiteert het projecten voor bedrijven en overheden.
Van de bruto-omzet wordt ongeveer een kwart behaald in het segment infrastructuur, een kwart in het segment milieu, zo'n 15% in water en de rest met gebouwen. Het bedrijf is actief in meer dan 70 landen en had in 2021 wereldwijd ruim 29.000 medewerkers in dienst. Van de omzet werd bijna de helft behaald in Noord- en Zuid-Amerika, ongeveer 40% in Europa, inclusief het Midden-Oosten, en een tiende in Azië.

### Resultaten
| Jaar | Netto-omzet | Nettoresultaat |
| Jaar | (× miljoen) | (× miljoen)    |
| ---- | ----------- | -------------- |
| 2005 | € 1001      | € 33,4         |
| 2006 | € 1233      | € 44,9         |
| 2007 | € 1521      | € 54,9         |
| 2008 | € 1740      | € 57,3         |
| 2009 | € 1786      | € 72,8         |
| 2010 | € 2003      | € 78,4         |
| 2011 | € 2017      | € 79,5         |
| 2012 | € 2544      | € 90,2         |
| 2013 | € 2615      | € 96,6         |
| 2014 | € 2635      | € 91,6         |
| 2015 | € 2597      | € 101,0        |
| 2016 | € 2468      | € 65,6         |
| 2017 | € 2437      | € 71,9         |
| 2018 | € 2440      | € −25,7        |
| 2019 | € 2577      | € 14,8         |
| 2020 | € 2493      | € 21,1         |
| 2021 | € 2565      | € 168,2        |
| 2022 | € 3019      | € 134,9        |
| 2023 | € 3756      | € 160          |
| 2024 | € 3880      | € 242          |

Aalberts · Air France-KLM · Allfunds · Aperam · ARCADIS · BAM Groep · Basic-Fit · Corbion · CTP · CVC Capital ·  Eurocommercial Properties · Fagron · Fugro · Galapagos · Heijmans · InPost · JDE Peet's · Just Eat Takeaway · OCI · SBM Offshore · Signify · TKH Group · Van Lanschot Kempen · Vopak · WDP